# 艾俊涛
艾俊涛（1965年10月—），男，汉族，四川达州人。1991年10月加入中国共产党，西藏自治区财经学校毕业（现西藏大学财经学院），在职研究生学历。现任中共宁夏自治区党委常委、纪委书记，监察委主任；中国共产党十九届中央纪委委员。

## 人物经历

### 西藏自治区
1984年，艾俊涛自西藏自治区财经学校（现西藏大学财经学院）毕业后被分配到西藏自治区财务厅工作，其后艾俊涛在西藏自治区财政系统任职近30年。自1984年7月起，艾先后担任自治区财政厅企业财务处干部，副主任科员，主任科员，副处长，处长，财政预算处处长，副厅长，厅长等职务。
2015年1月，艾俊涛调任西藏自治区政府党组成员兼秘书长，接替退休的许雪光。

### 国家部委
2016年8月，艾俊涛被调离了学习工作30余年的西藏自治区，平调进入中央，担任国家农业综合开发办公室副主任。艾随后又返回其熟悉的财政领域，担任财政部法条司司长。2017年9月，艾俊涛调任中央纪委驻国家安全生产监督管理总局纪检组组长，在升任副部长级的同时也第一次接触纪委工作。
2018年3月，第十三届全国人大一次会议决议实施国务院机构改革，艾俊涛所在的国家安监总局被撤消，改组为应急管理部，艾俊涛继续担任应急管理部党组成员兼中纪委驻应急管理部纪检组长。

### 宁夏回族自治区
2019年11月，艾俊涛接替许传智担任宁夏回族自治区常委，纪委书记。这是他3年内的第6个职务，也是他离开西藏自治区后又一次到地方工作。